# چنگوان چامدو
چنگوان چامدو (به لاتین: Chengguan) یک شهرک در جمهوری خلق چین است که در Karub District واقع شده‌است. چنگوان چامدو ۱۹۵٫۳۹ کیلومتر مربع مساحت دارد ۳٬۲۵۶ متر بالاتر از سطح دریا واقع شده‌است.